# Petit four

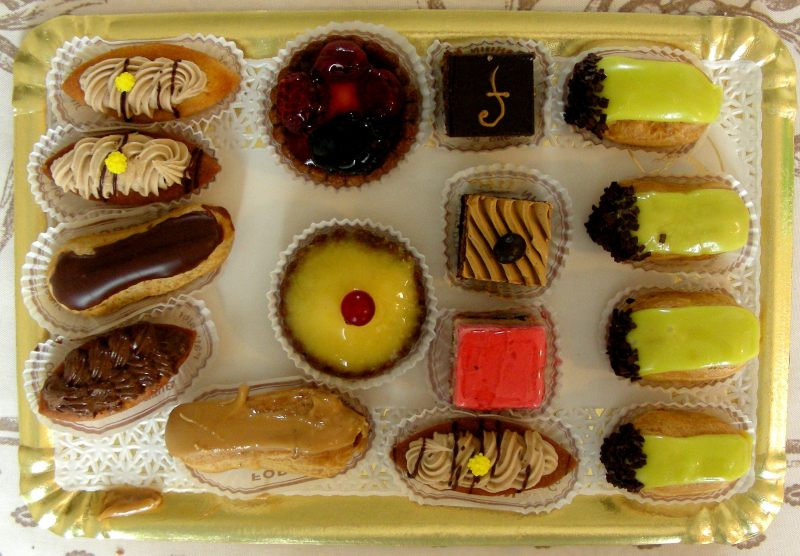
Assortimento di petits fours

Con il termine petit four (al plurale: petits fours) si intende la piccola pasticceria tipicamente francese generalmente consumata come appetizer, quando salata, o alla fine di un pasto come dessert nelle varianti secca e dolce. Il nome deriva dal francese petit four, che significa "piccolo forno".
Nella pasticceria francese, i piccoli dessert assortiti sono solitamente chiamati mignardis, mentre i biscotti duri e burrosi sono chiamati petit four.
I petit four si suddividono in tre tipologie:
Glacé ("glassato"): sono tortine glassate o decorate ricoperte di fondente o glassa, come piccoli éclair e tortine.
Salé ("salato"): si tratta di gustosi stuzzichini solitamente serviti durante cocktail party o buffet.
Sec ("secco"): di questa categoria fanno parte i biscotti gourmet, le meringhe al forno, i macarons e le sfogliatine.

## Storia
Nella Francia del XVIII e XIX secolo, per cuocere il pane venivano utilizzati grandi forni in mattoni o pietra (di tipo olandese). Poiché i forni impiegavano molto tempo per raffreddarsi dopo la cottura del pane, i panettieri spesso sfruttavano il calore immagazzinato per cuocere i dolci. Questo processo era chiamato cottura à petit four (letteralmente "al piccolo forno").

## All'estero
Un esempio di piccola pasticceria al di fuori della Francia è dato dalla pasticceria mignon della tradizione torinese, riconosciuta come un prodotto agroalimentare tradizionale del Piemonte.